# Mirza Džomba
Mirza Džomba (* 28. Februar 1977 in Rijeka, Jugoslawien) ist ein ehemaliger kroatischer Handballspieler, der auf der Position Rechtsaußen spielte. Auf seiner Position galt er als einer der besten Spieler der Welt. Im Jahr 2005 wurde er zu Kroatiens Handballer des Jahres gewählt.

## Karriere

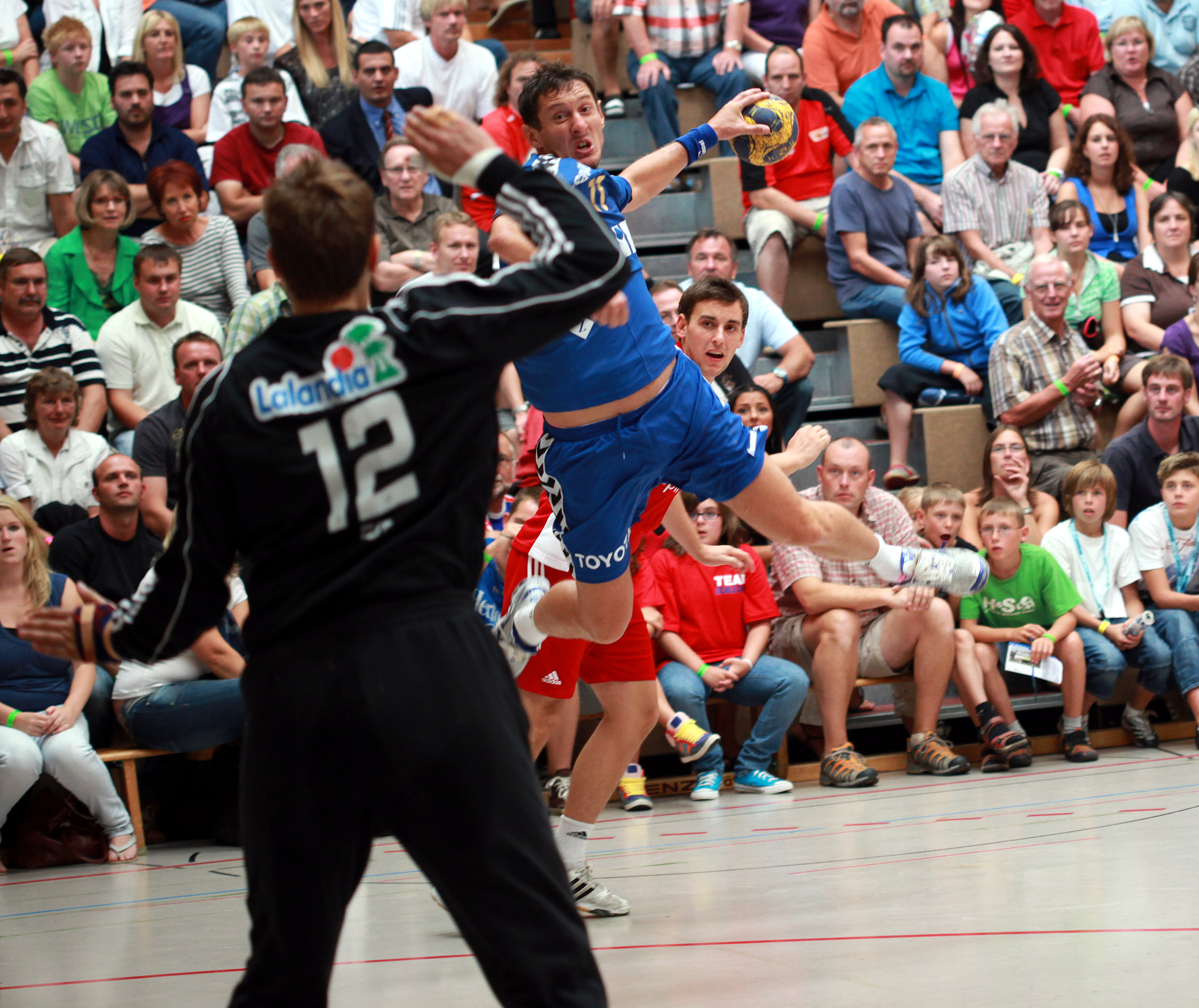
Mirza Džomba

Über die Vereine Badel Zagreb und Fotex Veszprém gelangte er zum Verein BM Ciudad Real. Mit diesen Vereinen stand er insgesamt 6-mal im Finale der Champions League, konnte jedoch lediglich einmal mit Ciudad Real den Titel gewinnen. 2007 kehrte er zu RK Zagreb zurück. Ab Sommer 2010 lief er für den polnischen Verein KS Vive Kielce auf, wo er aber nach nur einer Saison seinen Platz räumen musste. Nachdem Džomba im Sommer 2011 keinen neuen Verein gefunden hatte, beendete er seine Karriere.
In der kroatischen Nationalmannschaft, mit der er eine Weltmeisterschaft und eine Goldmedaille bei den Olympischen Spielen 2004 gewann, war er eine wichtige Stütze. Bei der Europameisterschaft 2004 in Slowenien, wo Kroatien den 4. Platz belegte, wurde er mit 46 Toren Torschützenkönig des Turniers. Beim olympischen Handballturnier 2004 war er der zweitbeste Torschütze.
Mit 719 Toren war er Rekordtorschütze der kroatischen Nationalmannschaft, bis sein Rekord am 6. November 2021 von Domagoj Duvnjak übertroffen wurde.

## Erfolge

### Vereine
- Kroatischer Meister: 1997, 1998, 1999, 2000 mit Badel Zagreb
- Kroatischer Pokal: 1998, 1999, 2000 mit Badel Zagreb
- Ungarischer Meister: 2002, 2003 mit Fotex Veszprém
- Ungarischer Pokal: 2002, 2003 mit Fotex Veszprém
- Spanischer Meister: 2007 mit BM Ciudad Real
- Copa Asobal: 2005, 2006 mit BM Ciudad Real
- Spanischer Supercup: 2005 mit BM Ciudad Real
- EHF Champions Trophy: 2005, 2006 mit BM Ciudad Real
- EHF Champions League: 2006 mit BM Ciudad Real

### Nationalmannschaft
- Weltmeister: 2003
- Goldmedaille bei den Olympischen Spielen: 2004
- Vize-Weltmeister: 2005

## Privates
Mirza Džomba heiratete im Jahr 2010 die TV-Moderatorin Belma Džomba (geb. Hodžić). Im April 2012 brachte seine Frau eine Tochter zur Welt. Im Mai 2016 wurde er Vater einer weiteren Tochter.